# Dodge MacKnight

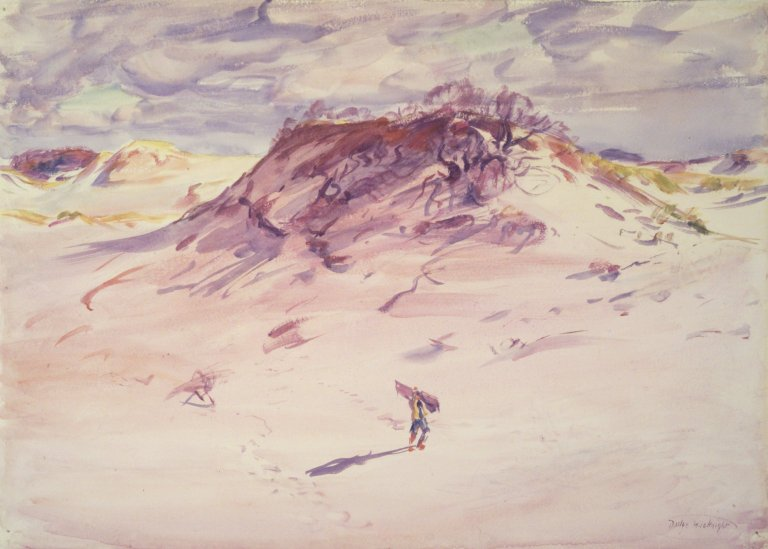
Dodge MacKnight
Dune au cap Cod, avant 1921
Aquarelle, 43,8 × 61,1 cm
Brooklyn Museum

Dodge Macknight, né le 1er octobre 1860 à Providence (Rhode Island) et mort le 23 mai 1950  à East Sandwich (Massachusetts), est un peintre aquarelliste américain.

## Biographie
Dodge MacKnight a pratiqué l'aquarelle pendant pratiquement toute sa carrière et ses œuvres hautes en couleur furent très prisées par les amateurs de Boston, très réceptifs à l'esthétique impressionniste progressive. Il peignait principalement des paysages aérés et était considéré comme étant l'égal de John Singer Sargent.

## Amitiés
MacKnight était un ami de Vincent van Gogh qu'il présenta au peintre belge Eugène Boch au printemps 1888, peu après l'arrivée de van Gogh à Arles. À cette époque, Macknight vivait à Fontvieille, un petit village à proximité d'Arles.

## Note
1. ↑  Eugene Boch un ami de Dodge Macnight
2. ↑  Letters of Vincent van Gogh, Penguin edition, 1998, page 348.